# Kougoucherga
 (mai 2024).
Kougoucherga (en russe : Кугушерга) est un village de l'établissement rural de Kougoucherga, du raïon de Iaransk de l'oblast de Kirov en Russie européenne. Sa population s'élevait à 325 habitants au recensement de 2010.

## Géographie
Kougoucherga est située dans l'oblast de Kirov, un sujet de la Russie, dans le district fédéral de la Volga. Le village se trouve dans l'établissement rural de Kougoucherga, dans le raïon de Iaransk, un raïon du centre de l'oblast,. 
Kougoucherga, comme tout l'oblast de Kirov, est située dans le fuseau horaire MSK (heure de Moscou). Le décalage horaire appliqué par rapport au temps universel coordonné est +03:00.

## Démographie
Recensements (*) et estimations de la population,:
| 2002 * | 2010* | - | - |
| ------ | ----- | - | - |
| 460    | 325   | - | - |

## Culture locale et patrimoine
Le village possède l'église de Notre-Dame de Kazan, qui est classée comme monument d'urbanisme et d'architecture d'importance régionale.